# Nachzehrer
Il Nachzehrer è una figura mitologica, in alcuni casi simile al vampiro.

## Derivazione
Il termine Nachzehrer (italiano tradotto come "Masticatore di sudario" o più letteralmente "Divoratore della Notte"), deriva con molta probabilità dalle parole tedesche "Nacht" (notte) e "Zehrer" (divoratore). 

Più propriamente il termine Nachzehrer deriva da "Nach" (dopo) "Zehren" (consumare, logorare, distruggere; angosciare).

## Descrizione
Poiché la figura del Nachzehrer è stata più volte stravolta nel corso dei secoli, e nonostante le diverse varianti di questo essere, vi sono due principali filoni di credenza folkloristica.
La raffigurazione più presente e raccontata sarebbe quella di origine bavarese, che vedrebbe il Nachzehrer come una sorta di vampiro. Secondo questa tradizione  si tratterebbe di un uomo annegato, oppure un bambino che alla nascita sarebbe rimasto con tutto il sacco amniotico, o in altre zone sempre della Germania, un neonato strangolato dal cordone ombelicale.
La seconda raffigurazione del Nachzehrer proverrebbe dalla Polonia, più precisamente dalla regione della Casciubia.
Qui il Nachzerher è visto come un vero e proprio vampiro, al quale però non è stata data la possibilità di completare l'abbraccio, ovvero la trasformazione definitiva da umano a vampiro.
Sebbene non sia mai spiegato quali siano le cause di questo impedimento, il Nachzehrer sarebbe una sorta di mezzo vampiro putrefatto che vive in uno stato di torpore perenne all'interno della sua tomba, non vigile e non capace di intendere cosa sta succedendo. Proprio per questo si limiterebbe a masticare il proprio sudario, come fosse una sorta di bambino.
Nonostante le due varianti si intreccino in più punti, e sebbene la raffigurazione del Nachzerher sia poco chiara, le sue particolarità e abitudini sono invece unanimemente narrate da entrambe le differenti leggende.
Come altre creature leggendarie, masticherebbe, come detto prima, il suo sudario, i suoi vestiti ed anche parti del suo corpo come le mani e le labbra. 
Anche se apparentemente innocuo, la leggenda vuole che il Nachzehrer rimanga in vita succhiando energia vitale agli esseri viventi che si trovano nelle vicinanze della sua tomba, o mangiando i cadaveri, e che una volta accumulata abbastanza vitalità, il Nachzehrer riprenderebbe una vita vera e propria emettendo degli urli disumani come avvertimento per chiunque voglia disturbarlo.
Si direbbe che dal momento che il suo corpo è portatore di peste, il suo sudario avrebbe delle particolarità mediche che invece potrebbero guarire le più letali malattie.
Questo secondo la leggenda ha dato vita alla caccia al sudario da parte di molti tombaroli che di notte profanavano quelle tombe in cerca di questi sudari.
Una volta rubato il sudario, il Nachzehrer uscirebbe dal proprio torpore per dare una caccia serrata ai responsabili del furto.
Se il Nachzehrer trovasse i responsabili li colpirebbe con una peste che li ucciderebbe poco alla volta, se così non fosse sarebbe costretto a vagare per sempre alla ricerca del sudario.
Il solo modo per fermarlo sarebbe quello di bloccare le sue mascelle con dei sassi o delle monete nella bocca, mentre per ucciderlo bisogna tagliarne la testa con una scure per poi bollirla nell'aceto. Nel Lazzaretto Nuovo, l'antico cimitero di Venezia, è stato rinvenuto il cranio di una donna con un mattone incastrato in bocca , una presunta Nachzehrer risalente alla peste del 1576. 
Di questo ritrovamento se ne parla nel romanzo Il vampiro di Venezia di Giada Trebeschi pubblicato nel 2017.

## Conseguenze sociologiche
Questo mito ha attirato l'attenzione di un certo numero di studiosi. Uno dei primi fu Philip Rohr, teologo, che nel 1679 nel trattato De masticatione mortuorum suggeriva che dietro questa immonda attività si nascondesse l'attività blasfema di un demone, Azazel per la precisione. Successivamente fu Michael Ranfitus, nel 1725, ad occuparsi dell'argomento. Egli propone due teorie: prima una spiegazione razionale, suggerendo che i rumori tra le tombe e la diffusione della peste fossero da ascriversi alla febbrile attività dei ratti; quindi dava una supposizione un po' più soprannaturale. Egli, infatti, suggeriva l'esistenza di un'anima vegetativa, che aleggiava ancora intorno al morto, causando la crescita dei peli e delle unghie ed a volte era in grado di danneggiare i vivi.
Una possibile spiegazione del fenomeno dei Nachzehrer è che i gas prodotti dalla putrefazione, uscendo dalla bocca, inumidissero il sudario, dando l'impressione che fosse stato masticato.